# À contre-sens
Pour les articles homonymes, voir À contre sens.
Série À contre-sens
À contre-sens 2 (Culpa Tuya)
(2024)
Pour plus de détails, voir Fiche technique et Distribution.
À contre-sens (Culpa mía), est un film romantique espagnol réalisé par Domingo González (es), sorti en 2023.
Le film est adapté du roman du Culpa Mía écrit par Mercedes Ron et publié en 2017, phénomène littéraire qui avait commencé comme une simple fanfiction sur la plateforme Wattpad. Ce film est basé sur le tome 1 en espagnol qui correspond au tome 1 et 2 en français.
À contre-sens constitue le premier volet de la trilogie de films À contre-sens (Culpables). Il est suivi par À contre-sens 2 (Culpa tuya).
En 2025, un remake anglais est sorti sur Amazon Prime, intitulé À contre-sens : Londres.

## Synopsis
Noah doit quitter sa ville, son petit copain et ses amis pour emménager dans la villa du nouveau mari de sa mère. Elle y rencontre son frère par alliance, Nick, avec qui elle va entrer en conflit dès le début. Mais l'attirance qu'ils ressentent l’un pour l’autre va les conduire à vivre une relation interdite, qui va attiser leurs tempéraments rebelles et tourmentés, les faisant tomber amoureux. Elle sera déçue par sa meilleure amie qui s'appelle Beth, son copain la trompera avec sa copine . Elle rencontrera les amis de Nick dont Jenna qui deviendra sa super copine, elles feront tout ensemble.

## Fiche technique
Sauf indication contraire, les informations mentionnées dans cette section peuvent être confirmées par la base de données cinématographiques IMDb,  présente dans la section « Liens externes ».
- Titre original : Culpa mía
- Titre français : À contre-sens
- Titre anglais : My Fault
- Réalisation : Domingo González (es)
- Scénario : Domingo González, d'après le roman de Mercedes Ron
- Musique :
- Direction artistique : Laura Musso
- Décors :
- Costumes : Miguel Cervera
- Photographie : Hermes Marco
- Montage :
- Production : Álex de la Iglesia et Carolina Bang (en)
- Production déléguée : Maria Contreras et Araceli Pérez-Rastrilla
- Sociétés de production : Pokeepsie Films et Amazon Studios
- Sociétés de distribution : Prime Video
- Pays de production :  Espagne
- Langue originale : espagnol
- Format : couleur
- Genre : drame, romance
- Durée : 118 minutes
- Date de sortie : 8 juin 2023 (Monde)

## Distribution
- Nicole Wallace (VF : Lutèce Ragueneau ; VQ : Elisabeth Gauthier Pelletier) : Noah
- Gabriel Guevara (VF : Gauthier Battoue ; VQ : Nicolas Poulin) : Nick Leister
- Marta Hazas (VF : Anne Dolan ; VQ : Alice Pascual) : Rafaella Leister
- Iván Sánchez (es) (VF : Thomas Roditi ; VQ : Patrick Chouinard) : William Leister
- Eva Ruiz (VF : Alicia Hava ; VQ : Célia Gouin-Arsenault) : Jenna
- Víctor Varona (es) (VF : Lionel Cecilio ; VQ : Lyndz Dantiste) : Lion
- Fran Berenguer (VF : Mike Fédée ; VQ : Gabriel Lessard) : Ronnie
- Adriana Ubani (VF : Camille Timmerman) : Anna
- Iván Massagué (VF : Jérôme Pauwels ; VQ : Frédéric Desager) : Jonás
- Pablo Riguero (VF : Alexis Gilot) : Dan

 Source et légende : version française (VF) sur RS Doublage ; version québécoise (VQ) sur Doublage.qc.ca

## Production

### Genèse et développement
Le film est une adaptation du best-seller Culpa mía de l'écrivaine argentine-espagnole Mercedes Ron, encadrée dans la trilogie Culpables. Le roman a atteint sa popularité grâce à la plateforme Wattpad avant d'être transformé en livre. Culpa mía a été publié en 2017 sur la plateforme Wattpad, le roman cumule plus de 50 millions de lectures sur la plateforme. Plus tard il sera édité par la maison d'édition Penguin puis deux autres livres sortent, Culpa Tuya (en anglais : Your Fault) en 2017 et Culpa Nuestra (en anglais : Our Fault) en 2018 qui forment la trilogie. Mercedes Ron a sorti trois tomes centrés sur Noah et Nick, mais chacun de ces tomes ont été divisés en deux en français ce qui porte le totale des tomes en français à 6 tomes.
L'adaptation cinématographique a été annoncée en mai 2022 avec la société de production Pokeepsie Films dirigée par Álex de la Iglesia et Carolina Bang (en) et en collaboration avec Prime Video. Un mois plus tard, Nicole Wallace et Gabriel Guevara ont été annoncés comme les stars du film, jouant Noah et Nick.
Le 26 juillet 2023, deux suites sont annoncées, portant les mêmes noms que les livres, respectivement, À contre-sens 2 (VO : Culpa Tuya, en anglais : Your Fault) et À contre-sens 3 (VO : Culpa Nuestra, en anglais : Our Fault).

### Tournage
Une bonne partie de l'adaptation a été enregistrée il y a un an à différents endroits de la Costa del Sol, de Torremolinos à Condée sur l'Escaut. En particulier, divers décors de la Costa del Sol ont été utilisés pour les scènes de courses illégales, fondamentales dans l'intrigue du film, et une poursuite policière, à la fois sur la promenade Playamar et à Puerto de La Duquesa et Las Gaviotas à Manilva, en plus d'autres séquences sur les plages de Cabopino et Nueva Andalucía à Marbella.

## Accueil et critique
Le succès fut tellement au rendez-vous que les studios ont décidé de commander deux autres volets le 26 juillet 2023. « À Contre-Sens a été le plus gros succès de l’histoire de Prime Video pour un film Original local en langue autre que l’anglais ».
Après s'être hissé sur la deuxième marche du top des programmes les plus regardés en France, À contre-sens n'a pas tardé à s'imposer à la place de numéro un lors de sa sortie. Deux mois plus tard, le film est toujours dans le top 10, actuellement à la 4e place. Mais surtout, le film espagnol continue de régner, deux mois jour pour jour après sa mise en ligne, il reste le film le plus vu sur Prime Video dans le monde.
Un an après la mise en ligne, le film est toujours classé dans le top 10 sur Prime Video, en France mais aussi dans le monde.

## Suite
Prime Video a annoncé le 26 juillet 2023, qu'après le succès du film, deux suites verront le jour, basées sur les deux derniers livres de Mercedes Ron dans la trilogie Culpables, Culpa Tuya et Culpa Nuestra, qui se traduisent respectivement par « Your Fault » et « Our Fault ». Comme pour le premier opus, Domingo González (es) se chargera de la réalisation des deux suites et s’occupera des scénarios au côté de Sofia Cuenca.
La suite du film, À Contre-Sens 2, est sortie le 27 décembre 2024.